# دبليو. دبليو. بريسكوت
دبليو. دبليو. بريسكوت (بالإنجليزية: W. W. Prescott)‏ هو عالم عقيدة أمريكي، ولد في 1855، وتوفي في 21 يناير 1944.